# David Korten

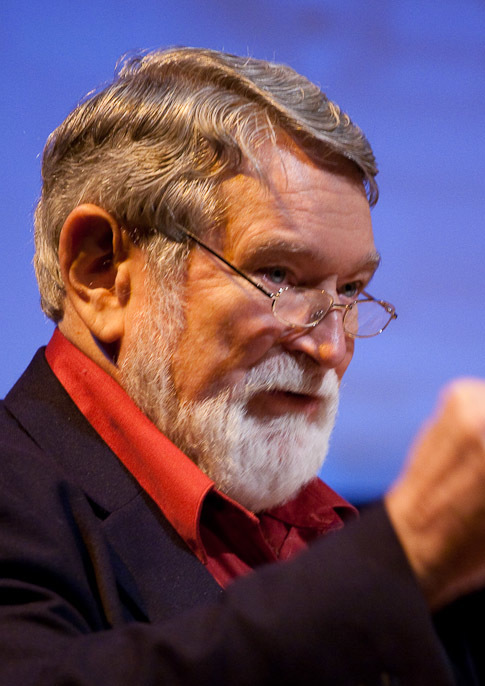
David Korten (2010).

David C. Korten (nacido en 1937) es un autor estadounidense, exprofesor de la Escuela de Negocios de Harvard, activista político, crítico prominente de la globalización corporativa, y "formando e inclinándose, un estudiante de psicología y sistemas de comportamiento". Su publicación más conocida es When Corporations Rule the World(1995 y 2001). En 2011, fue nombrado visionario de Utne Reader.

## Primeros años y carrera
David Korten nació en Longview, Washington, en 1937 y se graduó en 1955 de su R. A. Long High School. Recibió una maestría en administración de empresas y un doctorado. de la Stanford University Graduate School of Business. Dijo: "Mi carrera temprana [después de dejar Stanford en 1959] se dedicó a establecer escuelas de negocios en países de bajos ingresos, empezando por Etiopía". Sirvió durante la Guerra de Vietnam como capitán en la Fuerza Aérea de los Estados Unidos, realizando tareas de enseñanza y organización basadas en los Estados Unidos; y durante cinco años y medio fue profesor visitante en la Escuela de Negocios de Harvard. Mientras estaba en Stanford en la década de 1950, se casó con Frances Fisher Korten, con quien ahora vive en la isla de Bainbridge, cerca de Seattle, Washington.

## Carrera y cuerpo principal de trabajo
Korten se desempeñó durante cinco años y medio como profesor visitante visitante de la Escuela de Negocios de Graduados de la Universidad de Harvard, donde enseñó en la gerencia media de Harvard, M.B.A., y en programas de doctorado.
También se desempeñó como asesor de la Escuela de Negocios de Harvard en el Instituto Centroamericano de Administración de Empresas con sede en Nicaragua. Posteriormente se unió al personal del Instituto Harvard para el Desarrollo Internacional, donde dirigió un proyecto financiado por la Fundación Ford para fortalecer la organización y la gestión de los programas nacionales de planificación familiar.
A fines de la década de 1970, Korten se mudó al sudeste asiático, donde vivió durante casi quince años, se desempeñó como especialista en proyectos de la Fundación Ford y, más tarde, como asesor regional de Asia sobre gestión del desarrollo en la Agencia de los Estados Unidos para el Desarrollo Internacional (USAID), que lo involucró en viajes regulares a Pakistán, India, Bangladés, Sri Lanka, Tailandia, Indonesia y Filipinas.
Korten escribió que se desencantó con el sistema de ayuda oficial y dedicó sus últimos cinco años a Asia a "trabajar con líderes de organizaciones no gubernamentales asiáticas para identificar las causas fundamentales del fracaso del desarrollo en la región y desarrollar la capacidad de las organizaciones de la sociedad civil". para funcionar como catalizadores estratégicos del cambio a nivel nacional y global ". Formó la opinión de que la pobreza, la creciente desigualdad, la devastación ambiental y la desintegración social que estaba observando en Asia también se estaban experimentando en casi todos los países del mundo, incluidos los Estados Unidos y otros países "desarrollados". También concluyó que Estados Unidos estaba promoviendo activamente, tanto en el país como en el extranjero, las políticas que estaban profundizando la crisis global resultante.
Regresó a los Estados Unidos en 1992 y ha ayudado a elevar la conciencia pública sobre las consecuencias políticas e institucionales de la globalización económica y la expansión del poder corporativo a expensas de la democracia, la equidad y la protección del medio ambiente.
Korten es cofundador y presidente de la junta de Positive Futures Network, que publica la publicación trimestral YES! Revista. También es miembro de la junta fundadora, emérito de Business Alliance for Local Living Economies, un antiguo asociado del International Forum on Globalization y miembro del Club de Roma.

## El desarrollo como Crecimiento
David Korten argumenta en su libro “Llegando al siglo 21” que el desarrollo basado en el crecimiento económico tiene una visión cerrada de la realidad mundial y la naturaleza del ser humano. Dando como resultado un desarrollo sin considerar el impacto en la sociedad como en el medio ambiente.
“El resultado el consumo extravagante de los recursos del mundo por una minoría desfavorecida, con pocos conocimientos de los costos sociales y ambientales cargados por las mayorías. Estos costos ahora se han acumulado al punto de poner en peligro el bienestar continuado de todos en el planeta tierra.” 
David se enfoca en dos fallas fundamentales en este enfoque de desarrollo. Primero, que las estructuras políticas y económicas que existen, solo benefician a las personas que están menos necesitadas.
En segundo lugar, si se siguen manteniendo los procesos convencionales del crecimiento probablemente afectaría la ecología global para sostener por más tiempos los niveles de producción económica ya alcanzados.
En base a este análisis Korten contrasta el enfoque del desarrollo como crecimiento económico con un nuevo modelo orientado hacia la transformación.

## El desarrollo como Transformación
Korten define el enfoque de transformación como la cuestión crítica para el desarrollo. Y está transformación debe estar dirigida hacia tres necesidades básicas de nuestra sociedad.

#### Justicia
Korten afirma que en la actualidad los enfoques de desarrollo como crecimiento llevan a una desigualdad muy grande entre los grupos de personas.
Mientras que un grupo tiene alta facilidades para satisfacer sus necesidades primarias y secundarias, otro grupo de personas apenas puede conseguir medios para tener una vida de subsistencia mínima.

El fin de la justicia no es buscar la igualdad de ingresos, ni quitar bienes a personas para otorgárselos a otros. Sino más bien, busca que todas las personas tengan los medios y oportunidades para producir un mínimo nivel de subsistencia decente tanto para ellos como para sus familias.
"La sociedad transformada ha de poner como primera prioridad en el uso de los recursos naturales de la tierra el asegurar a todas las personas la oportunidad de una existencia humana decente" 

#### Ser Sostenible
Varias de las prácticas de desarrollo actuales apoyan aumentos en la producción económica, que muchas veces dependen del aprovechamiento insostenible de recursos naturales de la tierra. Estos hechos ponen en peligro los recursos naturales que serán necesitados por generaciones futuras.

La economía sostenible requiere que todas las personas reconozcan su obligación de cuidar los recursos naturales y su medio ambiente para el beneficio de las generaciones futuras.
“La sociedad trasformada ha de usar los recursos que aseguren beneficios sostenibles para nuestros hijos.” 

#### Ser Inclusivo
Uno de los problemas de las prácticas actuales de desarrollo es que privan a segmentos de la población de hacer contribuciones a la misma.

Ser inclusivo no significar que todas las personas tengan la misma posición o poder. Sino más bien que todas las personas tienen derecho a ser miembros productivos y contribuyentes de la comunidad.
“La sociedad transformada debería asegurar a todos una oportunidad para ser contribuyentes reconocidos y respetados por su familia, su comunidad y su sociedad” 